# Морави-Великі
Морави-Великі (пол. Morawy Wielkie) — село в Польщі, у гміні Кшиновлоґа-Мала Пшасниського повіту Мазовецького воєводства.
Населення — 62 особи (2011).
У 1975-1998 роках село належало до Остроленцького воєводства.

## Демографія
Демографічна структура станом на 31 березня 2011 року:
|          | Загалом | Допрацездатний вік | Працездатний вік | Постпрацездатний вік |
| -------- | ------- | ------------------ | ---------------- | -------------------- |
| Чоловіки | 31      | 9                  | 21               | 1                    |
| Жінки    | 31      | 8                  | 18               | 5                    |
| Разом    | 62      | 17                 | 39               | 6                    |